# Matmata (llengua)
L'amazic matmata és una llengua amaziga del grup de les Llengües zenetes orientals parlada al voltant de la ciutat de Matmâta al sud de Tunísia, i a les viles de Taoujjout, Tamezret i Zrawa. Segons el lèxic de Ben Mamou, els seus parlants l'anomenen Tmaziɣṯ o Eddwi nna, que significa "la nostra llengua", mentre que és anomenada shelha o jbali (جبالي) en els dialectes locals de l'àrab tunisià. La població total de parlants d'aquesta varietat s'estimava en 3.726 en 1975.
La documentació sobre l'amazic matmata és limitada. Stumme va publicar en 1900 una col·lecció de contes de fades en aquesta varietat. Basset (1950) va proporcionar uns quants mapes dels dialectes amazics tunisians de la regió, mostrant alguna variació lèxica, mentre Penchoen (1968) ofereix una discussió general de l'amazic tunisià i els seus efectes en l'escolarització. Collins (1981) discuteix la seva morfologia verbal juntament amb el d'altres varietats amazigues de Tunísia. L'únic esbós gramatical general i vocabulari disponible és al lloc web elaborat per Larbi Ben Mamou, un parlant nadiu de la llengua.
Ethnologue el tracta com a part del nafusi parlat al nord-oest de Líbia, tot i que els dos pertanyen a diferents subgrups de l'amazic segons Kossmann (1999).